# André Breuval
André Breuval, né le 8 mars 1942, est un footballeur français. Il joue au poste d'attaquant dans les années 1960 et 1970.

## Biographie

### Carrière de joueur
André Breuval commence le football à Arras en promotion d'honneur. Il joue ensuite à Cambrai où il est vice-champion de France amateur en 1966. Au Parc des Princes, après avoir mené 2-0 avec un but de Breuval, son club s'incline face au Gazélec Ajaccio à l'issue de la prolongation.
Il rejoint sous statut amateur le LOSC, avec lequel il joue 17 matches en première division, lors de la saison 1967-1968.
En 1970, il termine meilleur buteur du groupe Nord de CFA avec l'AC Cambrai. Il signe alors au Stade lavallois qui vient d'être intégré à la deuxième division, mais ne joue que par intermittence.
En 1971 il rejoint l'US La Baule, club de promotion d'honneur, comme entraîneur-joueur. Il remporte le titre de champion dès sa première saison et accède à la DRH. Il quitte La Baule en 1977, lassé par le manque d'intérêt des Baulois pour le football.
En mai 1990 il fête son jubilé à Sautron, en présence de nombreux anciens joueurs du FC Nantes.
En parallèle de sa carrière de footballeur puis d'entraîneur, il est professeur d'éducation physique à l'école nationale EDF de Nantes.

### Carrière d'entraîneur
André Breuval est titulaire du diplôme d'entraîneur de football (DEF).
Après sa carrière de joueur, il entraîne plusieurs clubs amateurs en Loire-Atlantique. À plusieurs reprises il est désigné meilleur entraîneur de son groupe par ses pairs. Il se retire du monde du football en 2021 et reçoit le trophée Georges Boulogne, en reconnaissance de ses cinquante années d'éducateur.

## Palmarès
- 1966 : Champion du groupe Nord de CFA, et vice-champion de France amateur.
- 1970 : Champion du groupe Nord de CFA.